# ZeiDverschwÄndung
zeiDverschwÄndung ist eine EP der deutschen Punkrock-Band Die Ärzte aus dem Jahr 2012.

## Veröffentlichung
Die EP wurde am 2. März 2012 als Vorabausgabe zum Album auch veröffentlicht. Das Titellied wurde am 21. März 2012 in der Harald Schmidt Show erstmals öffentlich von der Band aufgeführt. Zu jedem der vier Lieder wurde auf dem YouTube-Kanal der Die Ärzte ein Musikvideo veröffentlicht, zu dem Titellied zeiDverschwÄndung existieren zwei unterschiedliche Videos.

## Titelliste
1. zeiDverschwÄndung (Bela B.) – 02:58
2. Mutig (Farin Urlaub) – 02:17
3. Quadrophenia (Rodrigo González) – 04:47
4. Will dich zurück (Bela B.) – 03:20

## Stil und Inhalt
zeiDverschwÄndung hinterfragt ironisierend die Sinnhaftigkeit der Beschäftigung mit der Musik der Interpreten: Der Text des Refrains „Hast du nichts besseres zu tun als die Die Ärzte zu hören?“ wird dabei auch als Hintergrundgesang mit stilistischen Anleihen aus dem Rockabilly und Doo-Wop dargeboten. Neben dem Titelsong finden sich drei Lieder auf der EP, welche nicht auf dem Album enthalten sind: Das von González gesungene Quadrophenia ist textlich und musikalisch eine Hommage an die Rockmusik der 60er und 70er Jahre, benannt ist das Lied nach einem Album der Rockband The Who. Farin Urlaubs Mutig wird als Uptempo-Punksong bezeichnet und Bela B.s Will dich zurück als Liebeslied im Ska-Stil. Letzteres hat Ähnlichkeiten mit dem Song "Dead Man Walking" von den Donots aus deren Album The Long Way Home.

## Kritik
Die GIGA-Redaktion zeigte sich enttäuscht und hielt zeiDverschwÄndung für „ganz schön lahm“.